# Karel Effa
Karel Effa (eigentlich: Karel Effenberg; * 23. Mai 1922 in Prag; † 11. Juni 1993 ebenda) war ein tschechoslowakischer bzw. tschechischer Schauspieler.

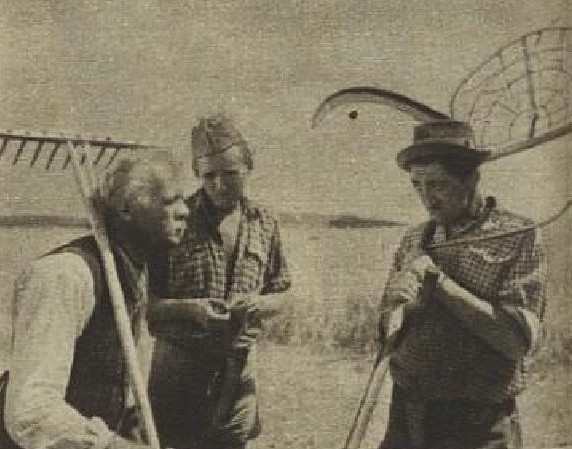
Karel Effa (r., undatierte Aufnahme)

## Laufbahn
Der unehelich geborene Effa wuchs bei einer Pflegefamilie in Březové Hory auf. Er besuchte später die Wirtschaftsschule in Beroun und trat 1940 den Militärdienst an. Während der Stationierung in Italien lief er zu den Alliierten über. Nach Kriegsende blieb Effa bis 1947 als Unteroffizier zunächst bei der Armee, war aber in einem Künstlerensemble tätig. Anschließend trat er bis zu seinem Tod für verschiedene Theater auf, zuletzt ab 1979 beim Semafor. In den 1950er Jahren war er auch vereinzelt als Vaudeville-Darsteller zu sehen. Effa spezialisierte sich auf Komödienrollen, was sich auch in seiner Filmlaufbahn widerspiegelte.
1947 gab der dunkelhaarige Darsteller in Jiří Weiss’ Uloupená hranice sein Debüt auf der Leinwand und war bis Anfang der 1990er Jahre in zahlreichen Film- und Fernsehproduktionen zu sehen. Effa arbeitete dabei mit bekannten Regisseuren wie Oldřich Lipský, Václav Krška und Bořivoj Zeman zusammen. Er beteiligte sich auch an Radioprogrammen und wirkte als Liedtexter.
Effa war verheiratet und hatte mit seiner Frau Vlasta einen Sohn namens Jiří. Er starb 71-jährig an einem Emphysem.

## Würdigungen
Effa wurde 1982 zum Verdienten Künstler ernannt. Im Jahr 2008 strahlte das tschechische Fernsehen den von Vladislav Kvasnička gedrehten Dokumentarfilm Zlomený vlastenec über ihn aus.

## Theaterarbeit (Auswahl)
- Der böse Geist Lumpacivagabundus
- Blaubart
- Král tuláků – nach The Vagabond King von Rudolf Friml, Brian Hooker und William H. Post
- Kat a blázen – von Jan Werich, Jiří Voskovec und Jaroslav Ježek
- The Beggar’s Opera

## Filmografie (Auswahl)
- 1947: Der Letzte der Mohikaner (Poslední mohykán)
- 1949: Herr Nowak (Pan Nowák)
- 1952: Die stolze Prinzessin (Pysná princezna)
- 1952: Die gute alte Zeit (Haškovy povídky ze starého mocnářství)
- 1953: Die Entführung (Únos)
- 1953: Über uns tagt es (Nad námi svítá)
- 1954: Der Zirkus spielt doch (Cirkus bude!)
- 1955: Musik vom Mars (Hudba z Marsu)
- 1959: Ein Stern fährt nach Süden (Hvezda jede na jih)
- 1959: Sterne im Mai (Májové hvézdy)
- 1959: Die Prinzessin mit dem goldenen Stern (Princezna se zlatou hvězdou)
- 1960: Freunde am Meer (Přátelé na moři)
- 1961: Schwarzer Sonnabend (Černá sobota)
- 1961: Fackeln (Pochodně)
- 1961: Die Prozession zur Heiligen Jungfrau (Procesí k Panence)
- 1961: Die verlorene Revue (Ztracená revue) (Fernsehfilm)
- 1962: Baron Münchhausen (Baron Prásil)
- 1962: Ruhe, Ruhe, Ruhe! (Ticho! Ticho! Ticho!) (Fernsehfilm)
- 1963: Wenn der Kater kommt (Až přijde kocour)
- 1964: Das Geheimnis der chinesischen Nelke
- 1964: Limonaden-Joe (Limonádový Joe aneb Koňská opera)
- 1964: Die Hofnarrenchronik (Bláznova kronika)
- 1965: Verlorenes Gesicht (Ztracená tvár)
- 1966: Robin Hood, der edle Räuber (Fernsehfilm)
- 1966: Wer will Jessie umbringen? (Kdo chce zabít Jessii?)
- 1966: Pfeifen, Betten, Turteltauben (Dýmky)
- 1966: Das gestohlene Luftschiff (Ukradená vzducholod')
- 1968: Die wahnsinnig traurige Prinzessin (Šíleně smutná princezna)
- 1970: Ich habe Einstein umgebracht (Zabil jsem Einsteina, pánové)
- 1970: Auf dem Kometen (Na kometě)
- 1971: Mein Herr, Sie sind eine Witwe (Pane, vy jste vdova!)
- 1971: Vier Morde genügen, Liebling ('Ctyri vrazdy stací, drahousku')
- 1972: Die Abenteuer des Herrn Tau (Pan Tau) (Fernsehreihe, eine Folge)
- 1972: Goldene Hochzeit (Zlatá svatba)
- 1974: Eine Nacht auf Karlstein (Noc na Karlštejně)
- 1975: Zirkus im Zirkus (Cirkus v cirkuse)
- 1977: Die Kriminalfälle des Majors Zeman (30 případů majora Zemana) (Fernsehserie, eine Folge)
- 1977: Adele hat noch nicht zu Abend gegessen (Adéla ještě nevečeřela)
- 1977: Wie Honza beinahe König geworden wäre (Honza málem králem)
- 1977: Unsere Geister sollen leben! (Ať žijí duchové!)
- 1978: Taugenichts
- 1978: Das neunte Herz (Deváté srdce)
- 1980: Luzie, der Schrecken der Straße (Lucie, postrach ulice) (Fernsehreihe, eine Folge)
- 1981: Bulldoggen und Kirschen (Buldoci a třešně)
- 1981: Das Krankenhaus am Rande der Stadt (Nemocnice na kraji města) (Fernsehserie, zwei Folgen)
- 1983: Der fliegende Ferdinand (Létající Čestmír) (Fernsehreihe, vier Folgen)
- 1984: Amadeus
- 1985: Der falsche Prinz (Falešný princ)
- 1985: Frau Holle (Perinbaba)
- 1985: Der geheimnisvolle Mönch (Růžový Hubert)
- 1988/89: Hamster im Nachthemd (Krecek v nocní kosili) (Fernsehreihe)
- 1991: Codename: Gorilla (Le gorille) (Fernsehserie, eine Folge)

## Schriften
- 1987: Ve znamení náhody (Autobiografie)